# サンショウウオ導師と恋まじない
『サンショウウオ導師と恋まじない』（朝: 도롱뇽도사와그림자조작단）とは、2012年1月27日から2012年3月30日にかけてSBSで放送されていた大韓民国のテレビドラマである。

## 出演

### 主要人物
チェ・ミンヒョク：チェ・ミンホ（SHINee）
天才ハッカー。
ポン・ギョンジャ：リュ・ヒョンギョン
麻浦ルパン担当刑事。子持ちバツイチ。
イム・ウォンサム：イム・ウォニ
ソンダルの助手。麻浦ルパン。
イ・ボムギュ：イ・ビョンジュン
本物のサンショウウオ導師。
キム・ソンダル：オ・ダルス
偽のサンショウウオ導師。詐欺師。麻浦ルパン。
キム・ギュソン：キム・ギュソン
レースクイーン。占いの客。

### カメオ出演
キム・シフ：ソン・ホヨン
ギュソンの恋人。獣医。
テヨン：テヨン（少女時代）
財閥の孫娘。
ジョーカー：ヨン・ジュンヒョン（BEAST）
ミンヒョクの昔の仲間。名画窃盗犯。
L：エル（INFINITE）
ミンヒョクの昔の仲間。名画窃盗犯。
イ・テミン：テミン（SHINee）
偽造犯。
イ・テウン：ソン・ナウン（Apink）
テミンの妹・視覚障害者。
キー（SHINee）
テウンの店の客。
ジウン：IU
ウォンサムから財布を盗んだスリ。
スンヨン / ミナ：ハン・スンヨン（KARA）
スンヨン→失恋した女性。ミナ→ミンヒョクの元彼女。

## 視聴率
| Ep. | 放送日        | TNmS評価 （全国） |
| --- | ------------- | ----------------- |
| 1   | 2012年1月27日 | 5.1％             |
| 2   | 2012年2月3日  | 5.1％             |
| 3   | 2012年2月10日 | 4.2％             |
| 4   | 2012年2月17日 | 4.8％             |
| 5   | 2012年2月24日 | 該当なし          |
| 6   | 2012年3月2日  | 4.6％             |
| 7   | 2012年3月9日  | 3.9％             |
| 8   | 2012年3月16日 | 4.5％             |
| 9   | 2012年3月23日 | 3.7％             |
| 10  | 2012年3月30日 | 3.1％             |